# Рајнланд (Мисури)
Рајнланд (енгл. Rhineland) град је у америчкој савезној држави Мисури.

## Демографија
По попису из 2010. године број становника је 142, што је 34 (-19,3%) становника мање него 2000. године.
| Група             | 2000.       | 2010.       |
| Белци             | 170 (96,6%) | 135 (95,1%) |
| Афроамериканци    | 0 (0,0%)    | 0 (0,0%)    |
| Азијати           | 0 (0,0%)    | 1 (0,7%)    |
| Хиспаноамериканци | 4 (2,3%)    | 1 (0,7%)    |
| Укупно            | 176         | 142         |